# ISO/TC 68
ISO/TC 68 es un Comité Técnico formado dentro de la Organización Internacional de Normalización (ISO), de Ginebra y Suiza, encargado de desarrollar y mantener estándares internacionales que cubran las áreas de banca, valores y otros servicios financieros. Como la organización de estándares ISO responsable del desarrollo de todos los estándares internacionales de servicios financieros, ISO/TC 68 juega un papel clave en el desarrollo y la adopción de nuevas tecnologías en la industria de la banca y aseguradoras. Muchos de sus proyectos de trabajo actuales incluyen el desarrollo de estándares de comercio electrónico, así como, una mejor seguridad en línea para transacciones financieras, estándares XML para transacciones financieras y estándares para reducir el costo y las demoras de las transacciones financieras internacionales.
Este comité está formado por más de 30 organizaciones miembro, asignadas por los organismos nacionales de normalización participantes, además de las organizaciones internacionales de desarrollo de normas adicionales que trabajan en colaboración para el desarrollo de normas de servicios financieros globales.

## Subcomités Técnicos de ISO/TC 68
Dentro de este comité hay, en la actualidad, tres subcomités técnicos o SC:
- ISO/TC 68 / SC 2: Servicios financieros y seguridad.
- ISO/TC 68 / SC 8: Datos de referencia para servicios financieros.
- ISO/TC 68 / SC 9: Intercambio de información para servicios financieros.

Los subcomités preparan y gestionan estándares internacionales dentro de áreas específicas de concentración. Los subcomités revisan los estándares existentes una vez cada cinco años para actualizarlos si fuera necesario y desarrollan nuevos estándares.

## Proceso de desarrollo de estándares
Tres o más países que son miembros de ISO/TC 68 proponen nuevos temas de trabajo. Si la mayoría de los países miembros de ISO/TC 68 aprueban un nuevo tema de trabajo, este se asigna a un grupo de trabajo bajo un subcomité técnico. Cada grupo de trabajo está formado por expertos técnicos en el campo concreto a desarrollar, designados para representar a sus países miembros. Después de un proceso de revisiones a los borradores de los comités, los estándares propuestos desarrollados por un grupo de trabajo deben ser aprobados por una mayoría de países miembros, antes de ser presentados a ISO para su aprobación como estándar ISO.

### Papel nacional
En su caso, los organismos nacionales de establecimiento de normas pueden proponer normas nacionales existentes a ISO/TC 68 para que se adopten como normas internacionales con la aprobación final del Comité y de ISO. Estas normas deben ser presentadas como Nuevos Objetos de trabajo por tres o más países miembros de ISO/TC 68.

### Historia de ISO/TC 68
A finales de la década de 1940, los miembros de la industria financiera se reunieron bajo la Organización Internacional de Normalización (ISO) para comenzar a desarrollar estándares técnicos para que la industria bancaria los pusiera en práctica en todo el mundo. El nombre original de la organización que trabajaba en estándares bancarios, era el Comité Técnico  68 ("TC 68-Banking"). Con el tiempo el alcance del Comité se amplió para incluir todos los servicios financieros. TC 68 ha continuado su misión básica a través de cambios en la industria y mediante la adopción de nuevas tecnologías científicas que han fomentado un comercio internacional mucho mayor. Uno de los hechos que reflejan los cambios en la industria financiera es el nombre de este Comité, pasando a llamarse como Comité Técnico 68 sobre Banca, Valores y otros Servicios Financieros.

### Secretaría del Comité TC 68
ANSI ASC X9 ocupa una posición única dentro de este marco ISO. Es la Secretaría de TC 68 y también es el líder del Grupo Asesor Técnico (TAG) oficial de los Estados Unidos, que representa a la industria de servicios financieros de los Estados Unidos ante el Comité Técnico Internacional.